# Maglica
Maglica ili nebula je oblak međuzvjezdane tvari (međuzvjezdani oblak), sačinjen od prašine i plinova. Svojstva maglica se mijenjaju ovisno o njihovu podrijetlu, kemijskom sastavu, kao i okruženju u kojem se nalaze. U početku je nebula bila ime za sve oblike magličastih nebeskih tijela, uključujući i galaksije. Danas se kao zajednički naziv za sve ove magličaste objekte koristi pojam objekti dubokog svemira.

## Podjela
Nebule (maglice) mogu biti podijeljene na planetarne maglice, difuzne maglice i tamne maglice. Difuzne maglice se dijele na emisijske maglice (koje zrače same) i refleksijske maglice (koje reflektiraju svjetlost obližnjih zvijezda).

### Emisijske maglice
Emisijska maglica užareni je oblak plina i prašine. U oblaku se nalazi jedna ili nekoliko velikih i vrućih mladih zvijezda koje ultraljubičastim zračenjem pobuđuju plin maglice da svijetli.

#### Herbig-Haro objekti
Herbig-Haro objekt mala je emisijska maglica u okolici vrlo mlade zvijezde koja emitira jak zvjezdani vjetar. 

#### Planetarne maglice
Planetarna maglica emisijska je maglica nastala širenjem atmosfere crvenoga diva i razvojna je faza većine zvijezda kojima je masa usporediva s masom Sunca.

#### Ostatci supernove
Ostatak supernove mala je emisijska maglica zaostala nakon eksplozije supernove (na primjer Maglica Rakovica).

### Odrazne ili refleksijske maglice
Odrazna maglica ili refleksijska maglica je hladni oblak plina i prašine osvijetljen susjednim zvijezdama izvan maglice.

### Tamne maglice
Tamna maglica hladni je oblak prašine i plina koji zaklanja svjetlost pozadinskih zvijezda (na primjer Konjska glava).

### Difuzna maglica
U vrijeme dok su teleskopi bili slabiji od današnjih, katkad su galaktike smatrane maglicama (spiralne maglice), a maglice kojima se nije mogao razbrati oblik nazivale su se difuzne maglice.

## Poveznice
- Područje H II
- Protoplanetna maglica
- Otvoreni skup
- Supernova
- Područje H I

## Vanjske poveznice
|  | Zajednički poslužitelj ima još gradiva o temi Maglica |